# Petanjci
Petanjci (mađarski Szécsénykút, njemački Petanzen, prekomurski Petajnci) je naselje u slovenskoj Općini Tišini. Petanjci se nalazi u pokrajini Prekomurju i statističkoj regiji Pomurju. 

## Stanovništvo
Prema popisu stanovništva iz 2002. godine naselje je imalo 676 stanovnika.